# 费尔南多·卡尔库皮诺
费尔南多·卡尔库皮诺（義大利語：Fernando Carcupino；1922年7月23日—2003年3月22日），是意大利著名画家、插畫家和漫画家。他以其女性裸体画著名，同时也画一些风景、历史与母子题材的画作。

### 引用
1. ↑  Biography （页面存档备份，存于） Fernando Carcupino
2. ↑  Galleria d'arte Gelmi. Carcupino, Francesco （页面存档备份，存于）. Retrieved 8 September 2016 （意大利文）.
3. ↑  Fondazione Franco Fossati（義大利語：Franco Fossati） (2004). Fernando Carcupino （页面存档备份，存于）. Retrieved 8 September 2016 （意大利文）.